# Aeropuerto de Hualien
El Aeropuerto de Hualien (en chino: 花蓮機場) (IATA: HUN, ICAO: RCYU) es un aeropuerto comercial ubicado en una  zona civil  de 11,5 hectáreas ( 28 acres ) de una base aérea militar en Xincheng, condado de Hualien, en la isla de Taiwán. Es importante porque sirve tanto a vuelos nacionales como a vuelos chárter internacionales también. La proximidad de Hualien a una base militar ha causado cierta tensión entre los viajeros, los funcionarios de la aerolínea, así como la Fuerza Aérea de la República de China, sobre todo cuando los vuelos civiles se cancelan debido a los ejercicios de juegos de guerra.
El aeropuerto fue inaugurado el 16 de mayo de 1962, para uso militar y civil nacional. Antes de esto, Hualien era un campo de aviación militar de grava.
El 27 de abril de 2001, Hualien fue certificado para servir a los vuelos internacionales , específicamente los vuelos chárter desde y hacia Japón (cerca de Yonaguni en particular).

## Estadísticas
Ver fuente y consulta Wikidata.